# Kabinett Schmitt I
Das Kabinett Schmitt I bildete vom 23. November 1928 bis 21. November 1929 die Landesregierung von Baden.
Der badische Landtag wählte in seiner 2. Sitzung vom 23. November 1928 einen neuen Staatspräsidenten und dessen Stellvertreter.
| Amt                      | Name                                                 | Partei |
| ------------------------ | ---------------------------------------------------- | ------ |
| Staatspräsident Finanzen | Josef Schmitt                                        | Z      |
| Inneres                  | Adam Remmele                                         | SPD    |
| Justiz                   | Gustav Trunk                                         | Z      |
| Kultus und Unterricht    | Otto Leers auch Stellvertreter des Staatspräsidenten | DDP    |
| Staatsräte               | Ludwig Marum Josef Weißhaupt                         | SPD Z  |